# Abderrahim Achchakir
Abderrahim Achchakir (15 de dezembro de 1986) é um futebolista profissional marroquino que atua como meia.

## Carreira
Abderrahim Achchakir fez parte do elenco da Seleção Marroquina de Futebol na Campeonato Africano das Nações de 2013.